# Oziornoje (okręg wiejski Krasnaja Polana)
Oziornoje (kaz. i ros. Озёрное) – wieś w północnym Kazachstanie, w obwodzie północnokazachstańskim, w rejonie Tajynsza, w okręgu wiejskim Krasnaja Polana. Według spisu z 2009 r. we wsi mieszkało 511 osób (243 mężczyzn i 268 kobiet).

## Historia
Wieś została założona w czerwcu 1936 r. przez polskich zesłańców, wysiedlonych w początkowej fazie operacji polskiej NKWD z terenów zlikwidowanych wówczas narodowościowych jednostek administracyjnych Polskiego Rejonu Narodowego im. Juliana Marchlewskiego i Polskiego Rejonu Narodowego im. Feliksa Dzierżyńskiego na terenie Ukraińskiej SRR. Pierwsze lato przesiedleńcy spędzili w namiotach.
Do 1954 r. tzw. „specprzesiedleńcy” (dosł. specpieresieleńcy; dotyczyło ich ograniczenie wolności osobistej, obowiązek comiesięcznego meldowania się u komendanta, specjalne regulacje prawne, np. wzbraniające swobodnego poruszania się, korespondencji). W przeszłości wieś miała charakter ludnościowy polsko-niemiecki (Niemcy byli także przesiedlani z terenów ukraińskich do Kazachstanu).
Podczas II wojny światowej na terenie wsi nastał głód, podczas którego mieszkańcy modlili się na różańcach. 25 marca 1941 r. w święto Zwiastowania NMP (nieuznawane w ZSRR) podczas nagłych, niespodziewanych i gwałtownych roztopów na zachodnim krańcu wsi, topniejąca woda wypełniła powierzchnię wyschniętego w przeszłości jeziora, w którym pojawiło się mnóstwo ryb. Ludzie uznali to wydarzenie za cud, gdyż z uwagi na brak żywności ryby uratowały ich od śmierci głodowej. Jezioro wyschło ponownie w 1955 r.
Część Polaków uciekła z wioski w 1943 r. z Armią Andersa, a część – do 1946 r. – powróciła do Polski. Ostatni Niemcy wyjechali w 1996 r.
W 1990 r. we wsi powstała parafia Matki Bożej Królowej Pokoju (pierwszym proboszczem był ks. Tomasz Peta). W 1992 r. prymas Polski Kardynał Józef Glemp poświęcił nową świątynię, ukończoną w 1993, w której ustanowiono Narodowe Sanktuarium Matki Bożej Królowej Pokoju, Matki Azji, ogłoszonej wówczas patronką całego Kazachstanu. Jest to miejsce kultu maryjnego w północnym Kazachstanie i narodowe sanktuarium maryjne dla całego Kazachstanu.
Na pamiątkę wydarzeń z 1941 r., po wielu latach, w 1997 r. na pobliskim wzgórzu Sopka Wołyńska postawiono krzyż jako pomnik martyrologii ofiar komunizmu w rejonie Tajynsza i kamień pamiątkowy z inskrypcją „Bogu – chwała, ludziom – pokój, męczennikom – Królestwo Boże, narodowi kazachskiemu – rozkwit”, a wkrótce we wsi umieszczono figurę Matki Bożej Fatimskiej, peregrynującą przez b. Związek Radziecki i figura Matki Bożej z Rybami (przedstawiona z siecią pełna ryb, którą poświęcił papież Jan Paweł II), która szybko została otoczona kultem wiernych. Zgodnie z tradycją w przeddzień święta Królowej Pokoju – w ostatnią sobotę czerwca – zbierają się tu wierni, którzy składają świadectwa, aby następnie przed północą wyruszyć do kościoła znajdującego się na drugim krańcu wsi, gdzie uczestniczą we mszy świętej.
W 2007 r. do Oziornego przybyły siostry karmelitanki bose z Karmelu w Częstochowie, które na ruinach kołchozu budują klasztor pw. Miłosierdzia Bożego i Niepokalanego Serca Maryi, poświęcony w 2013 r.
Tablica przy wjeździe do wsi informuje: „Oziornoje. Parafia Królowej Pokoju”.